# Національний день лікаря
Національний день лікаря – день, що відзначається для визнання внеску лікарів у життя окремих людей і громад. Дата варіюється від нації до нації в залежності від події поминання, що використовується для позначення дня. У деяких народів цей день відзначається як свято. Хоча, як передбачається, його відзначають пацієнти та благодійники медичної галузі, зазвичай це відзначають організації охорони здоров'я. Персонал може організувати обід для лікарів, щоб вручити лікарям знаки визнання. Історично, листівку або червону гвоздику можна було надіслати лікарям та їхнім подружжям, а також покласти квітку на могили померлих лікарів.

## Святкування в країнах

### Австралія
В Австралії є різні дати, коли Національний день лікаря може бути визнаний, найбільша кількість учасників – 30 березня.

### Кувейт
У Кувейті 3 березня святкують Національний день лікаря. Ідея цього свята виникла у кувейтської підприємиці - Захри Сулейман Аль-Мусаві. Дата була обрана через день народження її дочки, лікарки Сундус Аль-Мазіді.

### Бразилія
У Бразилії Національний день лікаря святкується 18 жовтня, в день, коли католицька церква святкує день народження Святого Луки. За церковним переданням апостол і євангеліст святий Лука був лікарем, як написано в Новому Завіті (Колосян 4:14).

### Канада
1 травня в Канаді відзначають Національний день лікаря. Ця дата була обрана Канадською медичною асоціацією на честь д-ра Емілі Стоу, першої жінки-лікаря, яка працювала в Канаді. Громадський законопроєкт Сенату S-248 офіційно визнає цей день, якщо він буде прийнятий.

### Китай
Китайський день лікаря відзначається як національне свято в Китаї щорічно 19 серпня. Дата була обрана Національною комісією з питань охорони здоров’я та планування сім’ї Китайської Народної Республіки (КНР) на Національній конференції з питань здоров’я та здоров’я Китаю 2016 року та затверджена Державною радою КНР 20 листопада 2017 року. Значення китайського Дня лікаря полягає у визнанні великого внеску китайських лікарів у їхнє співтовариство та суспільство, заохочення медичних працівників позитивно відстоювати благородний дух «поваги до життя, зцілювати поранених і рятувати вмираючих, бути готовими робити свій внесок, і любов без кордонів», і надалі сприяти розвитку атмосфери гармонії поваги до лікарів у всьому суспільстві та прискорити поглиблену реалізацію стратегії «Здоровий Китай».

### Куба
На Кубі Національний день лікаря відзначається як свято 3 грудня в честь дня народження Карлоса Хуана Фінлея. Карлос Дж. Фінлей (3 грудня 1833 — 6 серпня 1915) — кубинський лікар і науковець, визнаний піонером у дослідженнях жовтої гарячки. У 1881 році він першим висунув теорію про те, що комар є переносником, нині відомим як переносник хвороби, організму, який спричинює жовту гарячку: комар, який кусає жертву хвороби, згодом може вкусити і тим самим заразити здорову людину. Через рік Фінлей визначив комара з роду Aedes як організм, який передає жовту гарячку. За його теорією послідувала рекомендація контролювати популяцію комарів як спосіб контролювати поширення хвороби.

### Індія
По всій Індії Національний день лікаря святкується 1 липня в пам'ять про доктора Бідхана Чандру Роя, легендарного лікаря і другого головного міністра Західної Бенгалії. Він народився 1 липня 1882 року і помер того ж дня 1962 року.

### Індонезія
Hari Dokter Nasional або Національний день лікаря святкується в Індонезії 24 жовтня кожного року. Цей день також відзначався святкуванням дня народження Індонезійської асоціації лікарів (IDI).

### Іран
В Ірані день народження Авіценни (Іранський місяць: Шахрівар 1 - 23 серпня) святкується як Національний день лікарів.

### Малайзія
Щороку, 10 жовтня в Малайзії святкують День лікаря. Вперше його запустила Федерація асоціацій приватних лікарів Малайзії у 2014 році.

### Туреччина
У Туреччині цей день святкується як День медицини 14 березня щороку з 1919 року

### Сполучені Штати
У Сполучених Штатах Національний день лікарів - це день, коли щорічно визнається служіння лікарів народу. Ідея прийшла від Евдори Браун Алмонд, дружини доктора Чарльза Б. Алмонда, і обрана дата була річницею першого використання загальної анестезії в хірургії. 30 березня 1842 року в Джефферсоні, штат Джорджія, доктор Кроуфорд Лонг використав ефір для знеболення пацієнта Джеймса Венейбла і безболісно вирізав пухлину з його шиї.

### В'єтнам
В'єтнам заснував День лікаря 28 лютого 1955 року. Цей день святкують 27 лютого або іноді датується найближчою до цієї дати.

### Непал
Непал також святкує Непальський національний день лікаря 20 непальського дня Фалгун (4 березня). З моменту створення Непальської медичної асоціації, Непал організовує цей день щороку. Обговорюється спілкування між лікарем і пацієнтом, клінічне лікування, а також сприяння здоров’ю та догляд у громаді.

## Історія
Перше святкування Дня лікарів відбулося 28 березня 1933 року у Віндері, штат Джорджія. Це перше святкування включало розсилку листівок лікарям та їхнім дружинам, покладення квітів на могили померлих лікарів, включаючи доктора Лонга, і офіційну вечерю в домі доктора та місіс Вільям Т. Рендольф. Після того, як Альянс округу Барроу прийняв резолюцію місіс Алмонд віддати шану лікарям, план був представлений Медичному альянсу штату Джорджія в 1933 році місіс ER Гарріс з Віндера, президентом альянсу округу Барроу. 10 травня 1934 р. резолюція була прийнята на щорічній державній нараді в Августі, штат Джорджія. Резолюцію представила Жіночий альянс Південної медичної асоціації на його 29-му щорічному зібранні, яке відбулося в Сент-Луїсі, штат Міссурі, 19–22 листопада 1935 року президентом Альянсу, місіс. Дж. Бонар Уайт. Відтоді День лікаря став невід’ємною частиною та синонімом Альянсу Південної медичної асоціації.
Сенат і Палата представників США ухвалили SJ RES. № 366 під час 101-го Конгресу Сполучених Штатів, який президент Буш підписав 30 жовтня 1990 року (створивши публічний закон 101-473), визначивши День лікарів національним святом, що святкується 30 березня.
Доктор Меріон Мас разом із д-ром Кімберлі Джексон та д-ром Крістіною Ленг подали заявку на офіційне змінення дня лікаря на тиждень лікарів. Це було прийнято в березні 2017 року.
У 2017 році компанія Physicians Working Together (PWT, заснована доктором Кімберлі Джексон) спонсувала серію статей у рамках святкування тижня національних лікарів, які були розміщені на KevinMD. У 2018 році PWT разом з Openxmed спонсорував безкоштовну онлайн-конференцію, присвячену здоров’ю лікарів та адвокації. У 2019 році PWT і Openxmed спонсорували програму стипендій для студентів-медиків і ординаторів. Тижневий захід зосереджений на адвокації та підтримці громади лікарів.